# Melanolophia corza
Melanolophia corza là một loài bướm đêm trong họ Geometridae.